# شته گل‌سرخ
شته گل‌سرخ (نام علمی: Macrosiphum rosae) یکی از انواع شته است.